# Settel
Settel ist ein Stadtteil von Lengerich in Nordrhein-Westfalen. 

## Lage
Settel liegt an der L 555 zwischen Ladbergen im Südwesten (3 km) und Lengerich im Nordosten (3 km). Im Osten befindet sich der Stadtteil Feldmark (1 km) und im Südosten Prigge (1 km). Zum an der Autobahn gelegenen Buddenkuhlsee sind es 2 km in nordwestlicher Richtung.

## Geschichte
Nach dem Osnabrücker Sprachforscher Dr. Jellinghaus kommt der Name Settel von Settelo und setzt sich zusammen aus sette („Weidebezirk“) und loh („Gehölz“). Daher wird angenommen, dass zur Zeit der Besiedelung sowohl viel Weideland als auch Waldungen vorhanden gewesen sind. Die Bauerschaft Settel wurde um 1575 eigenständig, nachdem sie vorher mit Ringel gekoppelt war. Um 1885 lebten hier etwa 330 Einwohner.
Im August 1907 durchfuhr Kaiser Wilhelm die Bauerschaft Settel. Die heute als Ladberger Straße benannte Straße wurde dazu in den besten Zustand versetzt und beidseitig mit Obstbäumen bepflanzt. 
Um 1926/28 installierte die RWE ein Stromnetz. Nicht alle Settler Haushalte wurden zeitgleich angeschlossen und die Maßnahme zog sich bis 1947/48 hin.

## Struktur
Bedingt durch den Bau der Bundesautobahn 1 in den 1960er-Jahren und die damit verbundene Flurbereinigung Lengerich-West, erfuhr die Bauerschaft Settel eine wesentliche Umstrukturierung: Wasserläufe wurden umfangreich ausgebaut, was ein Absinken des Grundwasserspiegels um bis zu 80 cm zur Folge hatte, Flächen wurden arrondiert, so dass viele Wallhecken weichen mussten. Zur Aufschüttung der Autobahntrasse war Sand erforderlich, der direkt vor Ort abgebaut wurde. So entstand der Buddenkuhl-See, der heute ein Naherholungsgebiet mit angrenzendem Campingplatz darstellt.

## Quelle
- Ernst Krumme u. a.: Settel – Eine Bauerschaft der Stadt Lengerich (2006).